# Берендеева (деревня)
Берендеева — деревня в Абатском районе Тюменской области России. Входит в состав Болдыревского сельского поселения.

## История
В «Списке населенных мест Российской империи» 1871 года издания (по сведениям 1868—1869 годов) населённый пункт упомянут как казённая деревня Ишимского округа Тобольской губернии, при реке Китерне, расположенная в 66 верстах от окружного центра города Ишим. В деревне насчитывалось 45 дворов и проживало 243 человека (114 мужчин и 129 женщин).
В 1926 году в деревне имелось 82 хозяйства и проживало 438 человек (201 мужчина и 237 женщин). В административном отношении Берендеева входила в состав Костылёвского сельсовета Абатского района Ишимского округа Уральской области.

## География
Деревня находится в юго-восточной части Тюменской области, в лесостепной зоне, в пределах Ишимской равнины, на берегах реки Китерня (приток Ишима),  на расстоянии примерно 19 километров (по прямой) к западу от села Абатское, административного центра района. Абсолютная высота — 87 метров над уровнем моря.

### Часовой пояс
Берендеева, как и вся Тюменская область, находится в часовой зоне МСК+2. Смещение применяемого времени относительно UTC составляет +5:00.

## Население
| 1989 | 2002 | 2010 |
| ---- | ---- | ---- |
| 139  | ↘100 | ↘70  |

Гендерный состав
По данным Всероссийской переписи населения 2010 года в гендерной структуре населения мужчины составляли 45,7 %, женщины — соответственно 54,3 %.
Национальный состав
Согласно результатам переписи 2002 года, в национальной структуре населения русские составляли 88 % из 100 чел.

## Улицы
Уличная сеть деревни состоит из двух улиц.

## Инфраструктура
Личное подсобное хозяйство с зоной сельскохозяйственного использования, индивидуальная застройка усадебного типа.
Основа экономики — сельское хозяйство.

## Транспорт
Остановка общественного транспорта «Берендеева».  